# Hysterochelifer afghanicus
Espèce
Hysterochelifer afghanicus est une espèce de pseudoscorpions de la famille des Cheliferidae.

## Distribution
Cette espèce se rencontre en Afghanistan et en Iran.

## Étymologie
Son nom d'espèce lui a été donné en référence au lieu de sa découverte, l'Afghanistan.

## Publication originale
- Beier, 1966 : Ein neuer Hysterochelifer (Pseudoscorp.) aus Afghanistan. Časopis Moravského Zemskeho Musea, Brně, vol. 51, p. 259-260.